# Roger Vachon
Roger Vachon, né le 29 août 1957 à Paris, est un ancien judoka français qui combattait dans la catégorie des mi-lourds. Il est l'aîné d'une famille de trois enfants. Il fait ses débuts au judo avec ses frères, Christian et Pierre Vachon, au Judo-club d'Osny en 1967. 

## Parcours professionnel
Roger Vachon est devenu membre du comité directeur de la Fédération française de judo, jusqu'en novembre 2020.
Il a été professeur d'EPS à mi-temps au collège Jacques Offenbach de Saint-Mandé, dans le Val-de-Marne et directeur technique au Levallois SC.

## Carrière de judoka
- Grade: Ceinture blanche et rouge 8e DAN[1].

### Palmarès

#### Jeux olympiques
- 2 participations aux Jeux olympiques
  - à Los Angeles en 1984 (-95 kg)
  - à Séoul en 1988 (+95 kg)

#### Championnats du monde
- Médaille de bronze aux championnats du monde de Maastricht (Pays-Bas) en 1981, -95 kg.

#### Championnats d'Europe
- Médaille d'or en 1981, aux championnats d'Europe de Debrecen (Hongrie), -95 kg.
- Médaille de bronze  en 1982 aux championnats d'Europe de Rostock (Allemagne), -95 kg.
- Médaille d'argent en 1983, aux championnats d'Europe de Paris (France), -95 kg.
- Médaille de bronze } en 1984, aux championnats d'Europe de Liège (Belgique), -95 kg.
- Médaille d'argent en 1985, aux championnats d'Europe d'Hamar (Norvège), -95 kg.
- Médaille d'argent en 1986 aux championnats d'Europe de Belgrade (Yougoslavie) (2e en -95 kg et en Toutes catégories).
- Médaille d'argent en 1987 aux championnats d'Europe de Belgrade (Yougoslavie) (2e en -95 kg et en Toutes catégories).

#### Jeux méditerranéens
- Médaille d'or aux Jeux méditerranéens de 1987 de Lattaquié (Syrie), -95 kg.

#### Championnats de France
- Médaille d'or aux Championnats de France: 1977, 1978, 1981, 1982, 1984 (-95 kg) ; 1978, 1979, 1982 (Toutes catégories).
- Médaille d'argent aux Championnats de France : 1980 (-95 kg) ; 1985 (Toutes catégories).